# Dag Hemdal
Dag Tor Henrik Hemdal, född 8 juli 1913 i Borgå, död 11 oktober 1965 i Helsingfors, var en finländsk författare och tidningsman.
Hemdal debuterade 1940 med Reservfänrik, som följdes av bland annat Eldledare (1941) med motiv från fortsättningskrigets inledningsskede. Socialreportaget Alkoholist (1948) innehåller en vidräkning med nykterhetsrörelsen och Vårt enda liv (1952) ger situationsbilder från de första efterkrigsåren.
Hemdal arbetade bland annat vid Hufvudstadsbladet och Nya Pressen.